# Gare de Bollène-La Croisière
Gare de Bollène-La Croisière vasútállomás Franciaországban, Bollène településen.

## Vasútvonalak
Az állomást az alábbi vasútvonalak érintik:
- Párizs–Marseille-vasútvonal

## Kapcsolódó állomások
A vasútállomáshoz az alábbi állomások vannak a legközelebb:
- Gare de Pierrelatte
- Gare d’Orange